# Trachyliopus affinis
Trachyliopus affinis là một loài bọ cánh cứng trong họ Cerambycidae.